# Wachdżir

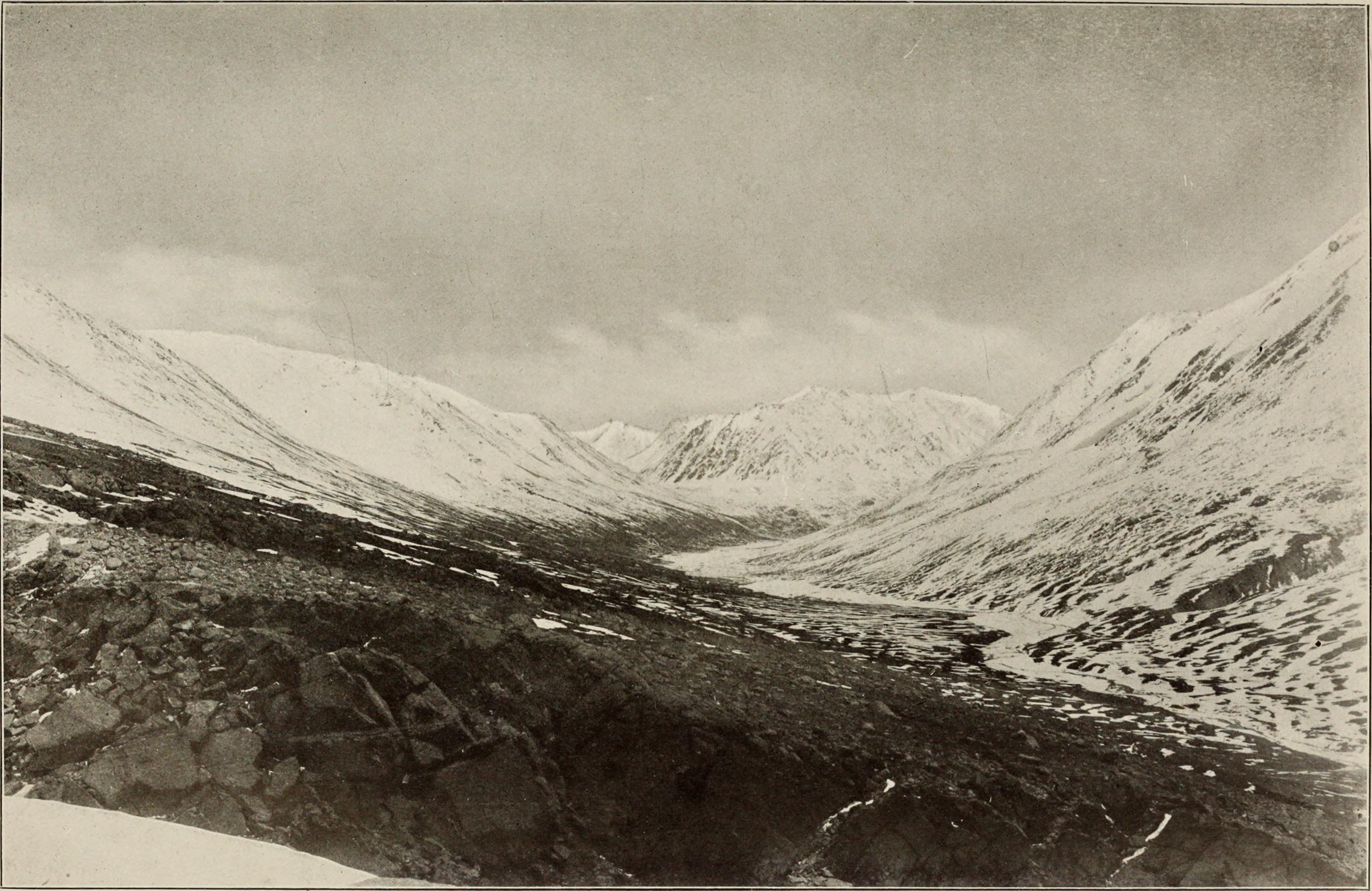
Przełęcz Wachdżir

Wachdżir – przełęcz górska u zbiegu pasm Hindukuszu, Pamiru i Kunlunu. Jej wysokość to 4923 m n.p.m. 
Przełęcz Wachdżir leży na wschodnim krańcu tzw. korytarza wachańskiego, łączącego Afganistan z chińskim Sinciangiem, na granicy afgańsko-chińskiej. Jest względnie łatwo dostępna, ale przez sporą część roku pokrywa ją głęboki śnieg. Przez przełęcz prowadziła jedna z odnóg jedwabnego szlaku, wykorzystywana do 1949, gdy komunistyczne Chiny zamknęły granicę. 
Na granicy biegnącej przełęczą Wachdżir dochodzi do największej na świecie zmiany oficjalnego czasu - z +4.30 w Afganistanie do +8 w Chinach.